# Jean Obeid
Jean Obeid (ur. 8 maja 1939 w Almie, zm. 8 lutego 2021) – libański prawnik i polityk, maronita. Ukończył prawo na Uniwersytecie Świętego Józefa w Bejrucie. Był doradcą prezydenta Amina al-Dżumajjila. W 1991 r. został mianowany deputowanym libańskiego parlamentu z dystryktu Asz-Szuf. W latach 1992–2005 reprezentował w Zgromadzeniu Narodowym okręg trypolijski. W 1993 r. zasiadł w pierwszym gabinecie Rafika al-Haririego jako sekretarz stanu bez teki. W latach 1996–1998 piastował funkcję ministra edukacji, młodzieży i sportu. Natomiast w piątym rządzie Haririego (2003–2004) kierował ministerstwem spraw zagranicznych.